# Kalendarz Pirelli
Kalendarz Pirelli – nazwa ukazującego się co roku od 1964 wydawnictwa prezentującego artystyczne fotografie z aktami znanych aktorek i modelek.
Początkowo był to tylko firmowy kalendarz włoskiej filii firmy Pirelli. Z czasem stał się renomowanym wydawnictwem, którego sława po części związana była z jego wyjątkowością. Nie był on powszechnie dostępny i przekazywany tylko wybranym osobistościom i klientom firmy Pirelli. Pierwszy egzemplarz kalendarza tradycyjnie był przekazywany królowej Elżbiecie II.
W 1974 ze względu na kryzys paliwowy zaprzestano wydawania kalendarza, ale po dziesięciu latach zaczął się ukazywać na nowo.
W 2010 powstał film dokumentalny Historia kalendarza Pirelli.